# Рибненська сільська рада (Косівський район)
| Рибненська сільська рада — колишній орган місцевого самоврядування у Косівському районі Івано-Франківської області з адміністративним центром у с. Рибне. Утворена 15 листопада 1995 року. Сільській раді підпорядковані населені пункти: - с. Рибне |

## Склад ради
Рада складається з 16 депутатів та голови.

### Керівний склад ради
| ПІБ                       | Основні відомості                                            | Дата обрання | Дата звільнення |
| ------------------------- | ------------------------------------------------------------ | ------------ | --------------- |
| Кабан Петро Петрович      | Сільський голова, 1956 року народження, освіта, безпартійний | 26.03.2006   | 31.10.2010      |
| Марчук Дмитро Філімонович | Сільський голова, 1973 року народження, освіта, безпартійний | 31.10.2010   |                 |

Примітка: таблиця складена за даними джерела